# Maria Malec (językoznawczyni)
Maria Malec (ur. 29 stycznia 1928 w Rzeszotarach) – polska językoznawczyni, filolog polska, profesor doktor habilitowana, zajmująca się onomastyką.

## Życiorys
Maria Malec urodziła się w Rzeszotarach w województwie krakowskim. Do szkoły powszechnej uczęszczała w Świątnikach. Podczas okupacji niemieckiej brała udział w tajnych kompletach. Po zakończeniu działań wojennych od 1945 roku uczęszczała w Krakowie przy ulicy Podwale do Państwowego Gimnazjum i Liceum im. Józefy Joteyko, gdzie zdała egzamin maturalny.  W latach 1948–1952 studiowała filologię polską na Uniwersytecie Jagiellońskim. Podczas studiów, z inicjatywy Kazimierza Nitscha, rozpoczęła publikować artykuły naukowe. W czasopiśmie naukowym „Język Polski” wydrukowała tekst Archaizmy I koniugacji I klasy w języku polskim (Język Polski, rocznik XXXVI, strony 325–346). Jej praca magisterska nosiła tytuł „Mianownik liczby mnogiej rzeczowników męskoosobowych twardotematowych typu pany, chłopy w gwarach i historii”. Po studiach wyższych rozpoczęła pracę w zespole opracowującym Słownik polszczyzny XVI wieku, gdzie zatrudniona była niezbyt długo, po czym przeszła do pracowni przygotowującej Słownik staropolskich nazw osobowych pod kierunkiem profesora Witolda Taszyckiego.  
Pracę doktorską „Budowa morfologiczna staropolskich złożonych nazw osobowych” przygotowała w 1969 r. (publikacja nastąpiła w 1971 r.)
Od 1973 do 1992 pełniła funkcję kierownika pracowni wspomnianego słownika. Pracowała również w Pracowni Antroponimicznej Instytutu Języka Polskiego PAN.  
W 1982 roku uzyskała habilitację pracą „Staropolskie skrócone nazwy osobowe od imion dwuczłonowych” opartą na materiale onomastycznym.  
Od 1991 do 2004 Maria Malec wypełniała funkcję sekretarza Zarządu Głównego Towarzystwa Miłośników Języka Polskiego.
Stopień profesora prezydent RP Aleksander Kwaśniewski nadał jej 24 kwietnia 1996 roku.

## Publikacje
- Budowa staropolskich złożonych imion osobowych (1971),
- Staropolskie skrócone nazwy osobowe od imion dwuczłonowych (1982),
- Imiona chrześcijańskie w średniowiecznej Polsce (1994).